# Mosaici del duomo di Monreale
Ricostruzione dei mosaici per localizzazione, tema, ciclo sulla base delle descrizioni di Michele del Giudice in Descrizione Del Real Tempio, E Monasterio Di Santa Maria Nuova, di Morreale.

## Localizzazioni

### Mosaici controfacciata
| Livello                    | Navata sinistra                         | Portale sinistro                       | Portale                   | Portale destro            | Navata destra                |
| -------------------------- | --------------------------------------- | -------------------------------------- | ------------------------- | ------------------------- | ---------------------------- |
| Medaglioni                 |                                         |                                        |                           |                           |                              |
| II livello bifore          |                                         | Creazione di Eva                       |                           | Eva presentata ad Adamo   |                              |
| Livello coperture laterali |                                         | Lot e i Due Angeli                     | San Cassio                | La distruzione di Sodoma  |                              |
| I livello bifore           | La moltiplicazione dei pani e dei pesci | Martirio di san Castro e san Castrense | La Vergine con il Bambino | Miracoli di san Castrense | Guarigione della donna curva |

### Mosaici parete destra (nord)
| Transetto, solea, abside                   | Bifore                                  | Navata                                  | Pennacchi                            | Parete meridionale                           |
| ------------------------------------------ | --------------------------------------- | --------------------------------------- | ------------------------------------ | -------------------------------------------- |
|                                            | Adamo nel Paradiso Terrestre            | Navata: «Ciclo dell'Antico Testamento»  | Ospitalità di Abramo                 | Moltiplicazione dei pani e dei pesci         |
|                                            | Adamo introdotto nel Paradiso Terrestre | Navata: «Ciclo dell'Antico Testamento»  | La visita dei tre angeli ad Abramo   | Guarigione della suocera di san Pietro       |
|                                            | Il riposo del Creatore                  | Navata: «Ciclo dell'Antico Testamento»  | Costruzione della torre di Babele    | Resurrezione della figlia di Giairo          |
|                                            | Creazione degli animali e dell'Uomo     | Navata: «Ciclo dell'Antico Testamento»  | Ebbrezza di Noè                      | Guarigione della emorroissa                  |
|                                            | Creazione dei pesci e degli uccelli     | Navata: «Ciclo dell'Antico Testamento»  | Il patto dell'arcobaleno             | Resurrezione del figlio della vedova         |
|                                            | Creazione degli astri                   | Navata: «Ciclo dell'Antico Testamento»  | Gli animali escono dall'arca         | San Pietro salvato dai Flutti                |
|                                            | Creazione della terraferma              | Navata: «Ciclo dell'Antico Testamento»  | Il Diluvio Universale                | Guarigione dell'artritico                    |
|                                            | Separazione delle acque                 | Navata: «Ciclo dell'Antico Testamento»  | Entrata degli animali nell'arca      | Guarigione del lebbroso                      |
|                                            | Creazione della luce                    | Navata: «Ciclo dell'Antico Testamento»  | Costruzione dell'arca                | Guarigione dell'indemoniata                  |
|                                            | Creazione del cielo e della Terra       | Navata: «Ciclo dell'Antico Testamento»  |                                      |                                              |
| Medaglione                                 | Medaglione                              | Arco trionfale                          | Medaglione                           | Figura                                       |
|                                            | Figura intera                           | Transetto: «Ciclo della vita di Cristo» | Figura intera                        | Figura intera                                |
| La Visitazione / Fuga in Egitto            | Terza tentazione di Cristo              | Transetto: «Ciclo della vita di Cristo» | I discepoli e l'asina                | Cristo davanti a Pilato                      |
| L'annunciazione alla Vergine               | Seconda tentazione di Cristo            | Transetto: «Ciclo della vita di Cristo» | Resurrezione di Lazzaro              | La cattura di Cristo                         |
| Zaccaria esce dal tempio                   |                                         | Transetto: «Ciclo della vita di Cristo» | La trasfigurazione                   |                                              |
| Annuncio a Zaccaria / Il sogno di Giuseppe | Prima tentazione di Cristo              | Transetto: «Ciclo della vita di Cristo» | Cristo e la samaritana               | La lavanda dei piedi                         |
|                                            | Figura intera                           | Transetto: «Ciclo della vita di Cristo» | Figura intera                        | Figura intera                                |
| Medaglione                                 | Medaglione                              | Arco absidale                           | Medaglione                           | Re Guglielmo II offre la chiesa alla Vergine |
| Abacuc                                     | Obed, Gioele                            | Pareti della Solea                      | L'incontro di san Pietro e san Paolo | La caduta di Simon Mago                      |
| Isaia                                      | Geremia, Amos                           | Pareti della Solea                      | San Pietro resuscita Tabita          | La disputa di Simon Mago                     |
| Tetramorfo e Cherubino                     | Gabriele, Uriele                        | Abside                                  |                                      |                                              |
| Cristo Pantocratore                        | Discepoli                               | Abside                                  | Santi                                |                                              |

#### Figure di santi
|      | Trabeazione                                                                                                |
| ---- | --- |
|      | SANCTA EULALIA, SANCTA SPES, SANCTA REGINA, SANCTA CHRISTINA, SANCTA IUSTA, SANCTA METRODORA, SANCTA FIDES |
| Arco | Intradossi o imbotti o archivolti                                                                          |
| 1    | SANCTUS BIVIANUS, SANCTUS MELITUS, SANCTUS ALEXSANDER                                                      |
| 2    | SANCTUS ELIANUS, SANCTUS FLAVIANUS, SANCTUS CHYRIUS                                                        |
| 3    | SANCTUS NICALLIANUS, SANCTUS PRISCUS, SANCTUS SISINUS                                                      |
| 4    | SANCTUS ANGIUS, SANCTUS HESICHIUS, SANCTUS SMARAGDUS                                                       |
| 5    | SANCTUS HERACLIUS, SANCTUS CHIDIUS, SANCTUS EUNIOCUS                                                       |
| 6    | SANCTUS GAIUS, SANCTUS NICANDER, SANCTUS VALTERIANUS                                                       |
| 7    | SANCTUS CANDIDUS, SANCTUS SATORUS, SANCTUS DONATUS                                                         |
| 8    | SANCTUS HONORATUS, SANCTUS FORTUNATUS, SANCTUS SAVIANUS                                                    |

### Mosaici parete sinistra (sud)
| Transetto, Solea, Abside                         | Bifore                             | Navata                                  | Pennacchi                                         | Parete settentrionale                        |
| ------------------------------------------------ | ---------------------------------- | --------------------------------------- | ------------------------------------------------- | -------------------------------------------- |
|                                                  | Eva tentata dal Serpente           | Navata: «Ciclo dell'Antico Testamento»  | Il Signore ordina ad Abramo di Sacrificare Isacco | Guarigione della Donna Curva                 |
|                                                  | Il Peccato Originale               | Navata: «Ciclo dell'Antico Testamento»  | Il Sacrificio di Isacco                           | Guarigione dell'Idropico                     |
|                                                  | Il Rimprovero dell'Eterno          | Navata: «Ciclo dell'Antico Testamento»  | Rebecca Abbevera i Cammelli                       | Guarigione dei Dieci Lebbrosi                |
|                                                  | La Cacciata dal Paradiso Terrestre | Navata: «Ciclo dell'Antico Testamento»  | Il Viaggio di Rebecca                             | Guarigione dei Due Ciechi                    |
|                                                  | Le fatiche di Adamo ed Eva         | Navata: «Ciclo dell'Antico Testamento»  | Isacco ed Esaù                                    | Cristo scaccia i Profanatori dal Tempio      |
|                                                  | Il Sacrificio di Caino e Abele     | Navata: «Ciclo dell'Antico Testamento»  | Isacco Benedice Giacobbe                          | Cristo e la Donna Adultera                   |
|                                                  | L'Uccisione di Abele               | Navata: «Ciclo dell'Antico Testamento»  | La Fuga di Giacobbe                               | Guarigione del Paralitico                    |
|                                                  | La Maledizione di Caino            | Navata: «Ciclo dell'Antico Testamento»  | Il Sogno di Giacobbe                              | Guarigione degli Storpi e dei Ciechi         |
|                                                  | Lamech uccide Caino                | Navata: «Ciclo dell'Antico Testamento»  | La Lotta di Giacobbe con l'Angelo                 | Maria Maddalena unge i Piedi di Cristo       |
|                                                  | Noè comandato di costruire l'Arca  | Navata: «Ciclo dell'Antico Testamento»  |                                                   |                                              |
| Medaglione                                       | Medaglione                         | Arco trionfale                          | Medaglione                                        | Figura                                       |
|                                                  | Figura Intera                      | Transetto: «Ciclo della Vita di Cristo» | Figura Intera                                     | Figura Intera                                |
| Il Viaggio dei Magi / Le Nozze di Cana           | La Deposizione                     | Transetto: «Ciclo della Vita di Cristo» | Cristo e i due Discepoli sulla Via di Emmaus      | La Pesca Miracolosa                          |
| L'Adorazione di Magi                             | La Sepoltura                       | Transetto: «Ciclo della Vita di Cristo» | La Cena di Emmaus                                 | L'Ascensione                                 |
| Il Comando di Erode                              |                                    | Transetto: «Ciclo della Vita di Cristo» | I Due Discepoli dopo la Sparizione di Cristo      |                                              |
| La Strage degli Innocenti / Il Battesimo di Gesù | Cristo al Limbo                    | Transetto: «Ciclo della Vita di Cristo» | Ritorno dei Due Discepoli a Gerusalemme           | La Pentecoste                                |
|                                                  | Figura Intera                      | Transetto: «Ciclo della Vita di Cristo» | Figura Intera                                     | Figura Intera                                |
| Medaglione                                       | Medaglione                         | Arco absidale                           | Medaglione                                        | Re Guglielmo II incoronato da Cristo         |
| Giacobbe                                         | Malachia, Giona                    | Pareti della Solea                      | Il Battesimo di San Paolo                         | Fuga di San Paolo da Damasco                 |
| Zaccaria                                         | Ezechiele, Mosè                    | Pareti della Solea                      | La Disputa di San Paolo con i Giudei              | San Paolo consegna Epistole a Timoteo e Sila |
| Tetramorfo e Serafino                            | Arcangeli Raffaele e Michele       | Abside                                  |                                                   |                                              |
| Cristo Pantocratore                              | Discepoli                          | Abside                                  | Santi                                             |                                              |

#### Figure di Santi
|      | Trabeazione |
| ---- | --- |
|      | SANCTA POTENZIANA, SANCTA MARINA, SANCTA ODELLA, SANCTA CHARITAS, SANCTA FIDES, SANCTA THEODORA, SANCTA NINFODORA |
| Arco | Intradossi o imbotti o archivolti                                                                                 |
| 1    | SANCTUS DIOMETIANUS, SANCTUS THEOPHILUS, SANCTUS EUTHISIUS                                                        |
| 2    | SANCTUS LYSIMACHUS, SANCTUS SANTHIUS, SANCTUS GORGONIANUS                                                         |
| 3    | SANCTUS IOHANNES, SANCTUS CLAUDIUS, SANCTUS LEONTIUS                                                              |
| 4    | SANCTUS ANGIAS, SANCTUS PHILOCTIMUS, SANCTUS IOHANNES                                                             |
| 5    | SANCTUS HELIAS, SANCTUS ACATIUS, SANCTUS VALERIUS                                                                 |
| 6    | SANCTUS DOMNUS, SANCTUS ETIUS, SANCTUS QUIRIANUS                                                                  |
| 7    | SANCTUS ACERDON, SANCTUS EDITIUS, SANCTUS THEODOLUS                                                               |
| 8    | SANCTUS REPOSITUS, SANCTUS AURONTIUS, SANCTUS SEOMIRIUS                                                           |

### Mosaici abside

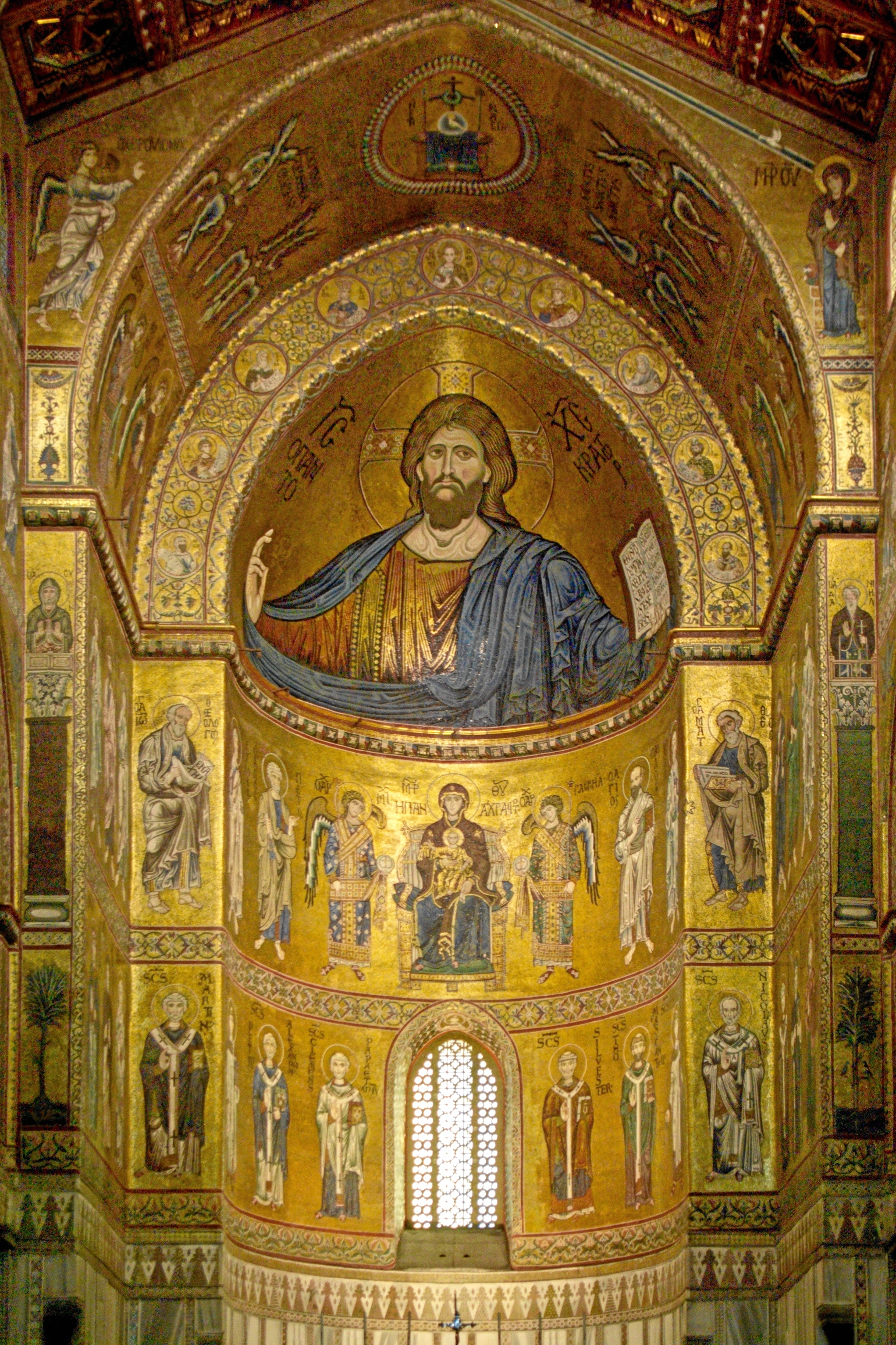

| Livello          | Absidiola sinistra                             | Abside | Absidiola destra                                  |
| ---------------- | ---------------------------------------------- | --- | ------------------------------------------------- |
| Calotta absidale |                                                | Cristo Benedicente «Pantocratore» o Onnipotente |                                                   |
| Catini           | Ciclo di San Paolo e Decollazione di San Paolo | San Giovanni, San Filippo, San Bartolomeo, San Luca, San Giacomo, San Pietro, Arcangelo Michele, La Vergine in Trono e il Bambino (La Tutta Immacolata), Arcangelo Gabriele, San Paolo, Sant'Andrea, San Marco, San Tommaso, San Simone, San Matteo       | Ciclo di San Pietro e Crocifissione di San Pietro |
| I livello        | San Paolo in Trono                             | San Martino, Sant'Agata, Sant'Antonio Abate, San Biagio, Santo Stefano Protomartire, San Pietro d'Alessandria, San Clemente, San Silvestro, San Tommaso di Canterbury, San Lorenzo, Sant'Ilario, San Benedetto, Santa Maria Maddalena, San Nicola di Mira | San Pietro in Trono                               |

## Arco Absidale
|                                      |                                              |
| Re Guglielmo II incoronato da Cristo | Re Guglielmo II offre la Chiesa alla Vergine |

## Vecchio Testamento

### Ciclo della Creazione
|                                 |                                      |                     |                        |                                           |                                                                |                           |                                   |                    |
| Creazione del sole e della luna | Creazione dei pesci e degli uccelli' | Creazione dell'Uomo | Il riposo del Creatore | Adamo è introdotto nel Paradiso Terrestre | Adamo ed Eva con l'Albero della Conoscenza del Bene e del Male | Il Rimprovero dell'Eterno | Sacrificio a Dio di Abele e Caino | Caino uccide Abele |

|   | Iscrizione latina                                                                                 | Immagine                                   |
| - | ------------------------------------------------------------------------------------------------- | ------------------------------------------ |
| 1 | IN PRINCIPIO CREAVIT DEUS CÆLUM ET TERRAM                                                         | Creazione del Cielo e della Terra          |
| 2 | FECIT DOMINUS LUCEM, APPELLAVITQUE LUCEM DIEM ET TENEBRAS NOCTEM                                  | Creazione del Dì e della Notte             |
| 3 | FECIT FIRMAMENTUM IN MEDIO AQUARUM ET DIVIDAT AQUAS AB AQUIS                                      | Creazione del Cielo e del Mare             |
| 4 | CONGREGENTUR AQUÆ QUÆ SUB CÆLO SUNT IN LOCUM UNUM ET APPAREAT ARIDA                               | Separazione delle Terre emerse dalle Acque |
| 5 | FIANT LUMINARIA IN FIRMAMENTO CÆLI                                                                | Creazione del Sole e della Luna            |
| 6 | PRODUCANT AQUA REPTILE ANIMÆ VIVENTIS ET VOLATILE SUPER TERRAM SUB FIRMAMENTO CÆLI                | Creazione dei pesci e degli uccelli        |
| 7 | FACIAMUS HOMINEM AD IMAGINEM ET SIMILITUDINEM NOSTRAM ET INSPIRAUIT IN FACIEM EIUS SPIRACULU VITÆ | Creazione dell'Uomo                        |
| 8 | REQUIEVIT DOMINUS DIE SEPTIMO AB OMNI OPERE QUOD PATRARAT                                         | Il Riposo del Creatore                     |

### Ciclo del Paradiso Terrestre
|                     |                          |                                  |                              |                                  |                    |        |
| La Creazione di Eva | Incontro di Adamo ed Eva | Caino dopo l'assassinio di Abele | Costruzione dell'Arca di Noè | L'Uscita degli animali dall'Arca | La Torre di Babele | Sodoma |

|    | Iscrizione latina                                                                               | Immagine                        |
| -- | ----------------------------------------------------------------------------------------------- | ------------------------------- |
| 1  | COLLOCAVIT DEUS ADAM IN PARADISO                                                                | Dio colloca Adamo nel Paradiso  |
| 2  | REQUIEVIT ADAM IN PARADISO                                                                      | Adamo riposa nel Paradiso       |
| 3  | IMMISIT DOMINUS SOPOREM IN ADAM ET TULIT EVAM DE COSTIA EIUS                                    | Creazione di Eva                |
| 4  | ADDUCIT DOMINUS MULIEREM AD ADAM DIXITQUE ADAM HOC ENIM OS EX OSSIBUS MEIS ET CARO DE CARNE MEA | Adamo ed Eva                    |
| 5  | NEQUAQUAM MORIEMINI SI COMEDETIS ERITIS SICUT DII                                               | Il Serpente tentatore           |
| 6  | MULIER SUGGESTIONI SERPENTIS TULIT DE FRUCTU ET COMEDIT DEDITQUE VIRO SUO                       | L'Albero della Conoscenza       |
| 7  | VOCAVIT DOMINUS DEUS ADAM ET DIXIT EI UBI ES ET QUIS INDICAVIT TIBI QUOD NUDUS ESSES            | La vergogna di Adamo            |
| 8  | HIC EXPULIT ADAM ET EVA DE PARADISO DEUS ET POSUIT CHERUBIM CUSTODEM CUN FLAMMEO GLADIO         | La Cacciata dal Paradiso        |
| 9  | ADAM CEPIT LABORARE TERREM                                                                      | Adamo e il sudore della fronte  |
| 10 | CAYM ET ABEL OFFERUNT DOMINO HOLOCAUSTA                                                         | L'Offerta di Caino e Abele      |
| 11 | INTERFECTUS ABEL A FRATRE SUO CAYM                                                              | Abele ucciso dal fratello Caino |
| 12 | DIXIT DEUS, CAYM, CAYM, SANGUIS FRATRIS TUI VOCAT ME DE TERRA                                   | L'Iniquità di Caino             |
| 13 | TRAHENS LAMECH ARCU SUO INTERFICIT CAYM                                                         | Lamech uccide Caino             |

### Ciclo del Diluvio Universale
|   | Iscrizione latina | Immagine                    |
| - | --- | --------------------------- |
| 1 | PRÆCIPT DOMINUS AD NOE DICENS FAC TIBI ARCAM DE LIGNIS LEVIGATIS                                                                                     | Il proposito dell'Arca      |
| 2 | NOE SECUNDUM DEI MANDATUM ARCAM FACIT OPERARE | Costruzione dell'Arca       |
| 3 | NOE PONI FECIT BESTIAS ET VOLUCRE IN ARCA | Caricamento dell'Arca       |
| 4 | NOE MISIT COLUMBAM ET REDUIT CUM RAMO OLIVA | Fine del Diluvio Universale |
| 5 | CESSATO DILUVIO NOE EXTRABI FECIT BESTIA AB ARCA | Sbarco dall'Arca            |
| 6 | DIXIT DOMINUS AD NOE, ARCUM MEUM PONAM IN NUBIBUS ET ERIT SIGNUM FŒDEVIS INTER ME ET TERRAM ET NON ERUNT AMPLIUS DILUVII AD DELENDA UNIVERSAM CARNEM | Arcobaleno                  |
| 7 | HIC OSTENDIT CAM VERENDO PATRIS GEMINIS FRATIBUS | Cam                         |
| 8 | FILII NOE EDIFICANTES TURRIM CONFUSA SUNT LINGUAM EORUM ET VOCATUM EST LOCUM ILLUD BABEL                                                             | Torre di Babele             |

### Ciclo di Abramo
|                              |                                         |                                  |                             |
| Abramo incontra i Tre Angeli | Abramo si prostra dinanzi ai Tre Angeli | Abramo e il Sacrificio di Isacco | Abramo e la Schiava Rebecca |

|    | Iscrizione latina | Immagine                                |
| -- | --- | --------------------------------------- |
| 1  | ABRAHAM ANGELOS HOSPITIO SUSCEPIT ET CUM TRES VIDERET UNUM ADORAVIT | Abramo si prostra dinanzi ai Tre Angeli |
| 2  | ABRAHAM MINISTRAT ANGELIS | Abramo incontra i Tre Angeli            |
| 3  | ANGELIS DIRIGUNT OCULOS CONTRA SODOMEN SODOMITÆ VALLAVE RUNT DOMUM LOTH | Castigo di Sodoma                       |
| 4  | SUMMERSIUM SODOMA FUGIT LOTH UXORE ET FILITABUS FUIS | Fuga di Lot                             |
| 5  | PRÆCEPIT DEUS ABRAHÆ UT IMMOLARET FILIUM SUUM | Sacrificio di Isacco                    |
| 6  | ABRAHAM, ABRAHAM, NE EXDENDAS MANUM TUAM SUPER PUERO | Fermati Abramo                          |
| 7  | REBECCA DAT POTUM SERVO ABRAHÆ ET CAMELIS SUI | Rebecca disseta i cammelli              |
| 8  | REBECCA VADIT CUM SERVO ABRAHÆ | Rebecca e Abramo                        |
| 9  | DIXIT ISAAC AD FILIUS SUUM ESAU SUME ARMA TUA ET EGREDERE FORA CUMQUE VENATUM ALIQUOD APPREBENDES FACINDE PALMENTUM UT COMENDAM ET BENEDICAM TIBI ANTEQUAM MORIAM                                                                      | Isacco e Esaù                           |
| 10 | HIC BENEDIXIT ISAAC IACOB FILIUM SUUM | Isacco benedice Giacobbe                |
| 11 | REBECCA DIXIT FILIO SUO JACOB FUGE AB LABAN FRATEM MEUM IN HARAM | Giacobbe e Labano                       |
| 12 | VIDIT JACOB SCALAM SUMMITAS EIUS CÆLOS TANGEBAT - EREXIT JACOB LAPIDEM IN TITULUM FUNDENS OLEUM DESUPER - JACOB FUGIEBAT - JACOB INALAVIT CUM ANGELO ANGELUS BENEDIXIT ET DICENS NEQUAQUAM VOCABERIS JACOB, SED ISRAEL ERIT NOMEN TUUM | Il sogno di Giacobbe                    |

## Nuovo Testamento

### Ciclo della Vita di Cristo
|                               |                                   |                      |                          |                           |                           |                                     |                                                 |                                           |
| Guarigione dei Dieci Lebbrosi | Gesù caccia i Mercanti dal Tempio | Gesù e la Samaritana | Guarigione dell'Idropico | Gesù guarisce il Lebbroso | Guarigione del Paralitico | Guarigione dei due Ciechi di Gerico | Guarigione della Figlia del Capo della Sinagoga | Resurrezione del Figlio della Vedova Nain |

#### Miracoli di Gesù - parete destra
|    | Iscrizione latina | Immagine                               |
| -- | --- | -------------------------------------- |
| 1  | MULIER MAGNA EST FIDES TUA, FIAT TIBI, SICUT PETIISTI EST SANATA EST FILIA ESTES EX ILLA HORA                             | Guarigione dell'indemoniata            |
| 2  | SANCTUS CALOGERUS | San Calogero                           |
| 3  | OBTULERUNT AD IESUM HOMINEN MUTUM DÆMONIUM HABENTEM IESUS SANAVIT LEPROSUM DICENTEM SIHI. DOMINE SI VIS, POTES ME MUNDARE | Guarigione del lebbroso                |
| 4  | ET EIECTI DÆMONE LOQUUTUS EST MUTUS                                                                                       | Guarigione del muto                    |
| 5  | IESUM HOMINEM MANUM ARIDAM HABENTEM SABATO IN SYNAGOGÆ CURAT                                                              | Guarigione della mano inaridita        |
| 6  | IESUM SUPER MARE AMBULAT ET PETRUM MERGENS EM ALLEVAT                                                                     | San Pietro salvato dai flutti          |
| 7  | IESUM FILIUM VIDUÆ RESUSCITAT EXTRA PORTAM CIVITATIS NAIM                                                                 | Resurrezione del figlio della vedova   |
| 8  | MULIER FLUXUS SANGUINIS HABENS SIMBRIAM VESTIMENTA IESU CRISTI TANGIT ET AB IPSA INFIRMITATE SANATUR                      | Guarigione dell'emorroissa             |
| 9  | IESUS FILTAM LAYRI PRINCIPIS SYNAGOGÆM DEMO RESUSCITAT                                                                    | Resurrezione della figlia di Giairo    |
| 10 | IESUS LIBERAT SOCRI SIMONIS A MAGNI FEBRIBUS                                                                              | Guarigione della suocera di San Pietro |
| 11 | IESUS QUINQUE PANIBUS ET DUOBUS PISCIBUS QUINQUE MILLIA HOMINUM SATIAVIT ET DE FRAGMENTIS DUODECIM CONFINI IMPLENTUR      | Moltiplicazione dei pani e dei pesci   |

#### Miracoli di Gesù - parete sinistra
|    | Iscrizione latina | Immagine                                    |
| -- | --- | ------------------------------------------- |
| 1  | IESUS MULIERUM ANNIS DECEM ET OCTO CURVAM ERIGIT ET ARCHI SYNAGOGUM INDIGNATEM INCREPAT                                                            | Guarigione della donna curva                |
| 2  | SANCTUS FIRMUS | San Fermo                                   |
| 3  | IESUS IN DOMO CUJUSDAM PRINCIPIS FARISEORUM SANAT HYDROPICUM DIE SABBATI                                                                           | Guarigione dell'idropico                    |
| 4  | IESUS CUM INGREDERETUR QUODDAM CASTELLUM DECEM VIRI LEPROSI OCCURRERUNT EI QUOS UT VIDIT DIXIT OSTENDITE VOS SACERDOTIBUS ET DUM IRET MUNDATI SUNT | Guarigione dei dieci lebbrosi               |
| 5  | IESUS ILLUMINAT DUOS CÆCOS SECUS VIAM SEDENTES ET CLAMANTES DOMINI MISERERE NOSTRIS                                                                | Guarigione dei due ciechi                   |
| 6  | IESUS EJECIT DE TEMPLO OVES ET BOVES ET MENSAS NUMMULARIERUM EVERTIT                                                                               | Gesù caccia i mercanti dal tempio           |
| 7  | MISERUNT IN TEMPLUM HOMINEM PARALYTICUM IN LECTO ANTE PEDES IESU ET SANAVIT EUM                                                                    | Guarigione del paralitico                   |
| 8  | IUDAEI TENTATES ADDUCUNT AD IESUM MULIEREM IN ADULTERIO DEPREHENSAM                                                                                | Gesù e la donna adultera                    |
| 9  | IESUS SANAT CÆCOS ET CLAUDOS | Guarigione degli storpi e dei ciechi        |
| 10 | MARIA MAGDALENA UNGIT PEDES IESUS LACRIMIS LAVAT ET CAPILLIS EXTERGIT                                                                              | Maria Maddalena lava e terge i piedi a Gesù |
| 11 | DOMINI FILIUS MEUS JACET IN LECTO PARALYTICUS ET MALE TORQUETUR                                                                                    | Guarigione dell'artritico                   |

#### Avvento e Passione di Gesù
|    | Parete destra - Avvento di Gesù                                                                                              | Immagine                        |
| -- | --- | ------------------------------- |
| 1  | ZACHARIAS STUPEFACTUS IN TEMPLO VERBIS ANGELI OBMUTUIT                                                                       | Annunciazione a Zaccaria        |
| 2  | ZACHARIAS DE TEMPLO EGREDITUR, NON VALENS LOQUI EXPECTANTIBUS                                                                | Zaccaria diventa muto           |
| 3  | ANNUNCIATIO SANCTÆ MARIÆ | Annunciazione                   |
| 4  | AUDIVIT SALUTATIONEM MARIÆ, EXULTAVIT INFANS IN UTERO HELISABET                                                              | Visita a Santa Elisabetta       |
| 5  | SANCTUS IOSEPH |                                 |
| 6  | NATIVITAS IESUS CHRISTI | Natività                        |
| 7  | PASTORES | Adorazione dei Pastori          |
| 8  | MAGI VIDENTES STELLAM IN ORIENTEM VENERUNT IN HIERUSALEM                                                                     | Il viaggio dei Magi             |
| 9  | MAGI MUNERA OFFERUNT DOMINO IESU CHRISTO                                                                                     | Adorazione dei Magi             |
| 10 | HERODE REX. ITE OOCIDITE OMNES PUERES A BIMATU ET INFRA                                                                      | Erode                           |
| 11 | IUFFU HERODIS TRUCIDANT PUEROS, RACHEL PLORAT FILIOS SUOS                                                                    | La Strage degli Innocenti       |
| 12 | ANGELIS IN FOMNIS LOQUITUR IOSEPH, TOLLE PUERUM ET FUGE IN ÆGIPTUM                                                           | La Fuga in Egitto               |
| 13 | PRESENTATIO CHRISTI IN TEMPLO                                                                                                | Presentazione di Gesù al Tempio |
| 14 | STETIT IN MEDIO DOCTORUM | La Disputa con i Dottori        |
| 15 | JESUS SEDENS AD NUPTIAS DE AQUA FECIT VINUM                                                                                  | Le Nozze di Cana                |
| 16 | BAPTISMUS CHRISTI | Il Battesimo nel Giordano       |
|    | Parete sinistra - Passione di Gesù                                                                                           | Immagine                        |
| 1  | IESUS CHRISTUS DUCTUS AD CRUCIS PASSIONE                                                                                     | Salita al Calvario              |
| 2  | IESUS CHRISTI CRICIFIXIO | Crocifissione di Gesù           |
| 3  | DESCENSIO CORPORIS CHRISTI                                                                                                   | Deposizione dalla Croce         |
| 4  | CORPUS CHRISTI PONITUR IN SEPULCHRO                                                                                          | Trasporto al Sepolcro           |
| 5  | RESURRECTIO CHRISTI | Resurrezione di Cristo          |
| 6  | ITE ET DICITE DISCIPULIS EIUS ET PETRO QUIA SURREXTIT ET NON EST HIC                                                         | Annuncio della Resurrezione     |
| 7  | NOLI ME TANGERE, NONDUM ENIM ASCENDI AD PATREM MEUM                                                                          | Non mi toccare                  |
| 8  | QUI SUNT HI SERMONES, QUO CONFERTIS AD INVICEM AMBULANTES ET ESSIS TRISTES                                                   |                                 |
| 9  | COGNOVERUNT EUM IN FRACTIONE PANIS                                                                                           |                                 |
| 10 | NONNE COR NOSTRUM ARDENS ERAT IN NOBIS DE IESU                                                                               |                                 |
| 11 | INGRESSI IN HIERUSALEM DUO DISCIPULI, INVENERUNT CONGREGATOS UNDECIM DICENTES, QUOD SURREXIT DOMINUS VERE ET APPARUIT SIMONI |                                 |
| 12 | JESUS DICIT THOMA, INFER DIGITUM TUUM HIC ET OFFER MANUM TUAM IN LATUS MEUM                                                  | L'incredulita di Tommaso        |
| 13 | PETRO MERGENTE IN MARE TRAHENTIBUS DISCIPULIS PLENUM RETE                                                                    |                                 |
| 14 | ASCENSIO DOMINI | Ascensione di Cristo            |
| 15 | PENTECOSTEN | Discesa dello Spirito Santo     |

|                           |                  |                |                          |                 |            |
| Le Tentazioni nel Deserto | La Crocifissione | La Deposizione | Il Trasporto al Sepolcro | Noli me tangere | San Pietro |

|                     |                   |                   |             |                                                         |                            |
| Madonna col Bambino | Lavanda dei Piedi | Il Bacio di Giuda | Ultima Cena | Discesa dello Spirito Santo sugli Apostoli - Pentecoste | Incredulità di San Tommaso |

### Ciclo di San Pietro
|                             |
| Crocifissione di San Pietro |

|    | Iscrizione latina | Immagine                                     |
| -- | --- | -------------------------------------------- |
| 1  | CRUCIFIXIO SANCTI PETRI | Crocifissione di San Pietro                  |
| 2  | SANCTA DOMINICA - SANCTA SCHOLASTICA - SANCTA SUSANNA SANCTA SABINA - SANCTA TECLA - SANCTA IUSTINA | Figure, busti, medaglioni raffiguranti Sante |
| 3  | DUM PETRUS INTRAT IN TEMPLUM CUM IOHANNE SANAT CLAUDUM IN PORTA SEDENTEM | Pietro con Giovanni sana lo storpio          |
| 4  | HIC PETRUS ADULIDAM, SANAVIT PARALITICUM, DICENS ENEA SANET TE DOMINUS IESUS CHRISTUS | Pietro sana Enea il paralitico               |
| 5  | HIC INOPEM SUSCITAVIT TABITAM, DICEM TABITA SURGE | Pietro resuscita Tabita                      |
| 6  | HIC PAULUS VENIT ROMAM ET PACEM FECIT CUM PETRO | Pietro e Paolo a Roma                        |
| 7  | HIC PETRUS ET PAULUS IN ROMA ANTE NERONEM DISPUTAVERUNT CUM SIMONE MAGO | Disputa con Simon Mago                       |
| 8  | HIC PRÆCEPTO PETRI ET ORATIONE PAULI SIMON MAGUS CECIDIT IN TERRAM | Caduta di Simon Mago                         |
| 9  | SE SCIENS LIBERATUM AB ANGELO PETRUS SECURÉ VADIT AD HOSPITIUM | Carcerazione di San Pietro                   |
| 10 | PRÆCEPIT ANGELUS PETRO, UT CITO SURGAT, ET VELOCITER DE CARCERE EXEAT |                                              |
| 11 | EMANUEL - SANCTUS EUPHEMIUS - SANCTUS ZOZIMAS SANCTUS PAULUS PRIMUS HEREMITA - SANCTUS CYRUS - SANCTUS IOHANNES SANCTUS CESARIUS - SANCTUS HIPPOLYTU - SANCTUS HELEUTHERIUS SANCTUS COSMAS - SANCTUS DAMIANUS SANCTUS SISTUS - SANCTUS BONIFATIUS - SANCTUS SAVINUS - SANCTUS GERMANUS SANCTUS MARIUS - SANCTUS ALEXANDER MARTYR - SANCTUS CLAUDIANUS - SANCTUS SEVERINUS SANCTUS CIANUS - SANCTUS GUARUS - SANCTUS VANDUS | Figure, busti, medaglioni raffiguranti Santi |
| 12 | SANCTUS PETRUS PRINCEPS APOSTOLORUM, CUI TRADITÆ, SUNT CLAVES REGNI CÆLORUM | San Pietro Principe degli Apostoli           |

### Ciclo di San Paolo
|    | Iscrizione latina | Immagine                                     |
| -- | --- | -------------------------------------------- |
| 1  | DECOLLATIO SANCTI PAULI | Decollazione di San Paolo                    |
| 2  | SANCTA RESTITUTA - SANCTA MARGARITA - SANCTA CATHERINA SANCTA RADEGUNDIS - SANCTA VENERA - SANCTA IUDICTA | Figure, busti, medaglioni raffiguranti Sante |
| 3  | AD MANUS AUTEM ILLUM TRAHENTES INTRODUXERUNT DAMASCUM |                                              |
| 4  | SALVE FRATER DOMINUS MISIT ME IESUS, QUI APPARUIT TIBI IN VIA QUA VENIEBAS, UT VIDEAS ET IMPLEARIS SPIRITO SANCTO | La Missione di San Paolo                     |
| 5  | HIC CONVERSUS PAULUS BAPTIZATUR AB ANANIA | San Paolo battezzato da Anania               |
| 6  | HIC DISPUTANDO PAULUS CONFUNDIT IUDÆOS | La disputa con i Giudei                      |
| 7  | PAULUS PER FENESTRAM IN SPORTAM DIMISSUS PER MURUM, EFFUGIT MANUS DAMASCENORUM |                                              |
| 8  | PAULUS TRADIT EPISTOLAS DISCIPULIS SUIS TIMOTHEO ET SYLEÆ DEFERENDAS PER UNIVERSUM ORBEM | I discepoli Timoteo e Silea                  |
| 9  | ET CUM PAULUS ITER FACERET CONTIGIT, UT APPROPINQUARET DAMASCU ET SUBITO CIRCUMSULSIT EUM LUX DE CÆLO ET CADENS IN TERRAM AUDIVIT VOCEM DICENTEM SIBI, SAULE, SAULE, QUID ME PERSEQUERIS | La folgorazione sulla strada di Damasco      |
| 10 | SAULUS ABIT AD PRINCIPEM SACERDOTUM ET PETIIT AB EO EPISTOLAS IN DAMASCUM ET AB SYNAGOGAS, UT SI QUOS, INVENISSET HUJUS VIÆ VIROS, AC MULIERES VINCTOS DUCERET IN HIERUSALEM |                                              |
| 11 | QUATTRO SERAFINI - SANCTUS SABBA - SANCTUS ARSENIUS - SANCTUS PACHOMIUS SANCTUS PANTALEO - SANCTUS HERMOLAUS - SANCTUS EUPLIUS - SANCTUS PLACIDUS SANCTUS MAURUS - SANCTUS SERGIUS - SANCTUS BACCHUS SANCTUS IOHANNES OS AUREUM - SANCTUS GREGORIUS FERMO DEI - SANCTUS AMBROSIUS - SANCTUS AGUSTINUS SANCTUS CIPRIANUS - SANCTUS NAZARIUS - SANCTUS CORNELIUS - SANCTUS CELSIUS SANCTUS SENATOR - SANCTUS CASTODORUS - SANCTUS VIATOR | Figure, busti, medaglioni raffiguranti Santi |
| 12 | SANCTUS PAULUS PRÆDICATOR VERITATIS ET DOCTOR GENTIUM | San Paolo Dottore delle Genti                |